# Copa de Naciones de la CFU 1988
La Copa de Naciones de la CFU 1988 fue la última edición de este torneo de a nivel de selecciones nacionales organizado por la Unión Caribeña de Fútbol y que contó con la participación de 4 selecciones nacionales provenientes de una fase eliminatoria.
Trinidad y Tobago fue el campeón del torneo tras ser el que sumó más puntos durante el torneo.

## Primera Fase
| Equipo 1          | Agr. | Equipo 2              | Ida | Vuelta |
| ----------------- | ---- | --------------------- | --- | ------ |
| Barbados          | 1-9  | Trinidad y Tobago     | 0-4 | 1-5    |
| Guayana Francesa  | 1-2  | Surinam               | 1-1 | 0-1    |
| Antigua y Barbuda | 3-2  | Bermudas              | 3-1 | 0-1    |
| Dominica          | 5-2  | Aruba                 | 4-1 | 2-1    |
| Granada           | 0-2  | Guadalupe             | 0-1 | 0-1    |
| Guyana            | 4-0  | Antillas Neerlandesas | 2-0 | 2-0    |

## Segunda Fase
| Equipo 1          | Agr.    | Equipo 2          | Ida | Vuelta |
| ----------------- | ------- | ----------------- | --- | ------ |
| Dominica          | 1-2     | Antigua y Barbuda | 0-0 | 1-2    |
| Trinidad y Tobago | 5-0     | Guyana            | 4-0 | 1-0    |
| Surinam           | 1-1 (a) | Guadalupe         | 1-1 | 0-0    |

## Fase final
Todos los partidos se jugaron en Martinica.

### Quadrangular Final
| País              | J | G | E | P | GF | GC | GD | Pts |
| ----------------- | - | - | - | - | -- | -- | -- | --- |
| Trinidad y Tobago | 3 | 2 | 1 | 0 | 7  | 1  | +6 | 5   |
| Antigua y Barbuda | 3 | 0 | 3 | 0 | 3  | 3  | +0 | 3   |
| Martinica         | 3 | 1 | 1 | 1 | 4  | 6  | –2 | 3   |
| Guadalupe         | 3 | 0 | 1 | 2 | 1  | 5  | −4 | 1   |

| Equipo 1          | Resultado | Equipo 2          |
| ----------------- | --------- | ----------------- |
| Trinidad y Tobago | 3-0       | Guadalupe         |
| Martinica         | 2-2       | Antigua y Barbuda |
| Antigua y Barbuda | 1-1       | Trinidad y Tobago |
| Guadalupe         | 1-2       | Martinica         |
| Antigua y Barbuda | 0-0       | Guadalupe         |
| Martinica         | 0-3       | Trinidad y Tobago |

## Campeón
| Copa de Naciones de la CFU 1988 |
| ------------------------------- |
| Bandera de Trinidad y Tobago    |
| Trinidad y Tobago 2º Título     |